# 武夷湍蛙
武夷湍蛙（学名：Amolops wuyiensis）为蛙科湍蛙属的两栖动物，是中国的特有物种。分布于浙江、安徽、福建等地。该物种的模式产地在福建崇安。